# Josef Ferdinand Arens
Josef Ferdinand ('Coco') Arens (Malang, 12 november 1914 - Hilversum,  24 december 2001) was een Nederlands chemicus en hoogleraar organische chemie aan de Universiteit Utrecht.

## Opleiding
Arens volgde de Hogere Burgerschool te Medan, op Sumatra, en vertrok in 1931 naar Nederland om in Hilversum zijn laatste jaar HBS te doorlopen en eindexamen te doen. Vervolgens ging hij scheikunde studeren aan de Universiteit van Amsterdam en promoveerde in 1941 cum laude bij J.P. Wibaut  op een studie over "De inwerking van zuuranhydriden op pyridine in tegenwoordigheid van reductiemiddelen".

## Loopbaan
Na zijn promotie trad Arens als researchchemicus in dienst van Organon in Oss. Door een schaarste aan vitamine C in de oorlogstijd, begon hij daar met de synthese van dit vitamine en slaagde erin een sterk verbeterde werkwijze te realiseren. Verder ontstond er in die tijd een tekort aan natuurlijk uitgangsmateriaal voor bereiding van vitamine A-houdende preparaten. Arens begon nu samen met David A. van Dorp in april 1943 een onderzoek om dit vitamine A te synthetiseren. Hij verwierf met deze eerste synthese van vitamine A, samen met Van Dorp, internationale bekendheid. In 1947 waren zij in staat om vitamine A zuur om te zetten in de alcohol vitamine A. Deze route leidde echter niet tot commerciële productie: daarvoor bleek een synthese-route die onderzoekers van Hoffmann-La Roche korte tijd later publiceerden geschikter.
In 1948 kreeg Arens de mogelijkheid een hoogleraarschap in de organische chemie aan de Technische Hogeschool te Bandung (Nederlands Indië) te aanvaarden. Hij begon met een promovendus aan het onderzoek naar de reactiviteit van ethoxyethyn. Na de soevereiniteitsoverdracht keerde Arens in 1953 terug naar Nederland en aanvaardde aan de Universiteit Groningen het hoogleraarschap organische chemie  als opvolger van Hilmar Johannes Backer. Het in Bandung begonnen onderzoek naar ethoxyethyn zette hij in Groningen voort en diepte hij uit tot een systematisch onderzoek naar de reactiviteit  van 1-alkynylethers R-C=C-OR'. Het onderzoek werd, na de benoeming van Arens in 1960 tot hoogleraar anorganische chemie aan de Universiteit van Utrecht als opvolger van F. Kögl, verder uitgewerkt tot een synthese van aldehyden en ketonen door ketenverlenging.
De komst van Arens bracht voor de organische chemie in Utrecht en voor de gehele subfaculteit scheikunde een gehele omwenteling met zich mee. De oorspronkelijke leeropdracht van Kögl, namelijk de organische scheikunde en de biochemie, werd gesplitst. Arens zou zich richten op de organische scheikunde en Van Deenen op de biochemie. Onder leiding van Arens kwamen er nieuwe onderzoekslijnen, die sterker dan voorheen synthetisch georiënteerd waren. Hierbij werd een groot deel van het in Groningen begonnen onderzoek voortgezet en uitgediept, vaak met steun van ZWO en Scheikundig Onderzoek Nederland (SON). Naast additie-, substitutie- en eliminatiereacties aan systemen R-C=C-Y met één drievoudige binding werden daarvan ook de thermolyse-, oligomerisatie- en isomerisatiereacties onderzocht. Daarnaast werden nieuwe syntheses van vitamine A en bèta-caroteen gerealiseerd. Arens was een ideeënrijke man met een veelzijdige belangstelling die zijn medewerkers stimuleerde nieuwe gebieden van de organische chemie te exploreren. Daarnaast activeerde hij zijn medewerkers problemen te onderzoeken, die een biologische achtergrond hadden. Zo werd door A. Witter de isolatie en analyse van peptideen geïnitieerd en later voortgezet in het Rudolf Magnus Instituut van de Universiteit van Utrecht. Verder werd er onderzoek gedaan naar onder meer biologisch actieve verbindingen in de epifyse en werd het koolhydraatonderzoek opgezet en uitgebouwd.  Aldus kwam het onderzoek onder de voortvarende aanpak van Arens tot bloei en resulteerde in ongeveer 250 patenten en publicaties, met name in de Recueil des Traveaux Chimiques des Pays Bas. 
Arens trad ongeveer 50 keer als promotor op en was adviseur van DSM, Organon en Unilever. Door zijn intensieve betrokkenheid  bij de voortgang van onderzoek van studenten en promovendi werd de Organische Chemie qua aantallen hoofd- en bijvakstudenten en promovendi verreweg de grootste discipline van de Subfaculteit Scheikunde. Over zijn werk gaf hij regelmatig voordrachten. Arens introduceerde grote veranderingen in het onderwijs. Hij was van mening dat eerste- en tweedejaars studenten niet moesten worden opgeleid in een denkpatroon van schijnbaar los van elkaar staande chemische subdisciplines, maar met het multidisciplinaire karakter van de chemie moesten leren werken. Op basis van zijn initiatieven werd in 1964 het geïntegreerde practicum opgezet. Op bestuurlijk gebied was Arens een stuwende kracht bij de oprichting van de Akademie Commissie voor de Chemie en speelde hij een prominente rol in de Raad voor de Organische Chemie. Een van de belangrijkste aandachtspunten van de Raad was het aandeel van organische chemie in het onderwijs- en onderzoekspakket van de Nederlandse Universiteiten. Het is mede aan de inzet van Arens te danken dat de leerstoel organische chemie aan de Universiteit Twente gecontinueerd werd.
In de jaren zeventig verlegde Arens zijn aandachtsgebied geleidelijk van het uitsluitend leiding geven aan het Utrechtse laboratorium naar de ontwikkeling van het chemisch onderzoeksonderwijs in Indonesië. Hij maakte vanaf het begin van de jaren zeventig deel uit van door het Ministerie van Buitenlandse Zaken naar Jakarta gezonden delegaties om te overleggen over chemische aangelegenheden. In 1978 kwam op zijn initiatief een officieel door de NUFFIC gefinancierd samenwerkingsverband tussen de chemische afdelingen van de Utrechtse Universiteit en de Gadja Mada Universiteit in Yogyakarta tot stand dat ongeveer 12 jaar duurde. Arens verkreeg in 1960 de eerste Hollemanprijs voor de chemie van de Koninklijke Nederlandse Academie van Wetenschappen; in datzelfde jaar werd hij benoemd tot lid.